# Иславед
Иславед (на шведски: Gislaved, на шведски се изговаря по-близко до Йиславед) е град в южна Швеция, лен Йоншьопинг. Главен административен център на едноименната община Иславед. Разположен е около река Нисан. Намира се на около 340 km на югозапад от столицата Стокхолм и на 76 km на югозапад от Йоншьопинг. Получава статут на търговски град (на шведски шьопинг) през 1949 г. Има жп гара. Населението на града е 10 037 жители според данни от преброяването през 2010 г.